# تور پرسون
تور پرسون (انگلیسی: Ture Persson؛ ۲۳ نوامبر ۱۸۹۲ – ۱۴ نوامبر ۱۹۵۶ (aged 63)) ورزشکار دو و میدانی اهل سوئد بود.
وی در مسابقات کشوری و بین‌المللی در مجموع برندهٔ ۱ مدال نقره شده‌است.